# Jordan von Boizenburg
Jordan von Boizenburg (urkundlich bekannt ab 1236; † vor 1274) war ein Ratsnotar.

## Leben und Wirken
Jordan von Boizenburg war verwandt mit Wirad von Boizenburg und ggf. dessen Enkel. Da er den Titel eines Magisters trug, hatte er vermutlich ein Studium nicht näher bekannten Inhalts absolviert. Ein weiteres Familienmitglied war der ab 1283 nachzuweisende Ratsherr Konrad von Boizenburg, der Jordan von Boizenburgs Sohn gewesen sein kann.
Im Dezember 1236 beteiligte sich von Boizenburg als „Vorleser“ und Zeuge als Notar an Verhandlungen mit Adolf IV. Der Graf erteilte bei der Zusammenkunft auf seiner Burg nahe Hamburg Kaufleuten aus der Mark Brandenburg ein Hamburger Zollprivileg. In den Jahren 1252 und 1253 privilegierte Gräfin Margarete II. von Flandern nach Verhandlungen mit dem Lübecker Ratsherrn Hermann Hoyer und Jordan von Boizenburg die Kaufleute aus Lübeck, Hamburg, Aachen, Köln, Dortmund, Münster und Soest und die anderen Kaufleute des römischen Reiches (mehrfach: et aliis Romani imperii mercatoribus). Damit waren die Voraussetzungen für das Hansekontor in Brügge gelegt. Boizenburg war auch an den Verhandlungen über Privilegien, die Hamburger Kaufleute 1261 in Schweden erhielten, maßgeblich beteiligt.
Der Notar war erheblich an der Verwaltung der Stadt Hamburg beteiligt und schrieb mehrere frühere Amtsbücher der Hansestadt. In seinem Erbe- und Rentenbuch Liber resignationum führte er in Form eines fortlaufenden Protokolls Grundstücksauflassungen und Belastungen ab 1248 auf. 1267 schrieb er das Kopialbuch Liber quadratus, das Kopien städtischer Urkunden enthielt und dessen Aufbau sich an dem ständischen Rang der Aussteller orientierte. Dieses Buch verbrannte 1842. Wahrscheinlich vor 1270 begann er Schulden, und ab 1280 zusätzliche Familienverträge in einem Schuldbuch festzuhalten.
1270 schrieb er mit dem Hamburgischen Ordeelbook das Hamburger Stadtrecht. Das Werk enthielt zwölf Abschnitte, die der Autor systematisch gegliedert hatte. Im Anhang befanden sich Ausführungen zum Seerecht und mittelniederdeutscher Sprache. Von Boizenburg verwendete an manchen Stellen den Sachsenspiegel von Eike von Repgow. Für Vermutungen, dass es um 1220 eine Vorversion hierzu in lateinischer Sprache gegeben haben soll, gibt es keine ausreichenden Quellen. Von Boizenburgs Werk war die Grundlage für das Stadtrecht von Stade 1279 und das Stadtrecht von Bremen 1303/1308. Das Ordeelbook wurde in Hamburg durch umfassende Änderungen 1301 und 1497 abgelöst.